# Steinmandlspitze
Die Steinmandlspitze ist ein 2347 m ü. A. hoher Berg in den Lechtaler Alpen in Tirol. Der Gipfel ist nur weglos zu erreichen.

## Lage und Umgebung
Die Steinmandlspitze befindet sich innerhalb der Loreagruppe in einer untergeordneten Position zwischen der Galtbergspitze und dem Roten Stein. Nach Norden fällt sie mit brüchigen Wänden ab, während die Südwestflanke von mäßig steilen Grasplanken geprägt ist.
Die nächstgelegenen Orte sind Miteregg im Westen und Berwang im Norden.

## Besteigung
Alle Zustiege auf die Steinmandlspitze sind weglos und erfordern Trittsicherheit. Der insgesamt eher selten bestiegene Gipfel kann auch im Winter als Skitour erreicht werden.
- Über die Südwestflanke

Von der Hinteren Suwaldspitze entweder über deren latschenbewachsenen Ostgrat (Schwierigkeit I), oder über Trittspuren in der Südflanke zum tiefsten Punkt. Von dort zur Kante der schrofigen Südwestflanke und auf ihr zum Gipfel. Insgesamt dauert der Übergang ungefähr eine Stunde.
- Über das Läckekar von Nordosten

Vom Bichlbächler Jöchle oder vom Fernpass in das breite Läckekar, welches im Norden durch den Roten Stein und den Stierkopf sowie im Süden durch den Ostgrat der Steinmandlspitze begrenzt wird. Hier nach Südwesten über Grasrücken, dann sehr steil über die gerölldurchsetzte Schrofenrampe zum Gipfel. Für die Tour werden vier Stunden ab dem Fernpass benötigt.
- Über den Ostgrat

Vom unteren Boden des Läckekars zum schrofigen Beginn des Ostgrates und auf diesem über brüchige Platten (I) zum Gipfel. Diese Variante beansprucht ebenfalls vier Stunden ab dem Fernpass.
- Vom Roten Stein

Vom Roten Stein gelangt man über den zackigen und brüchigen Verbindungsgrat (II) auf die Steinmandlspitze.